# ناحیه نورآباد
ناحیهٔ نورآباد (به تاجیکی: Ноҳияи Нуробод) یکی از ناحیه‌های اداری استان ناحیه‌های تابع جمهوری است که در مرکز کشور تاجیکستان و در دره رود سرخاب جای دارد و در تاریخ ۱۹ ژانویه ۱۹۳۶ میلادی در بخشی از جمهوری سوسیالیستی تاجیکستان شوروی تأسیس یافته‌است. مرکز این ناحیه، جماعت ورزاب (یا شهرک نورآباد) است که با شهر دوشنبه ۱۳۵ کیلومتر فاصله دارد.
این ناحیه در ۱۹ ژانویه سال ۱۹۳۶ با نام ناحیه دربند در ترکیب ولایت غرم جمهوری سوسیالیستی شوروی تاجیکستان تأسیس یافته و تا سال ۱۹۹۱ ناحیه کامسامال‌آباد نام داشت و بر اساس قرار شورای عالی جمهوری سوسیالیستی شوروی تاجیکستان از سال ۱۹۹۱ دوباره ناحیه دربند نامیده شد. بر اساس قرار شماره ۳۹۰ مجلس ملی عالی جمهوری تاجیکستان از ۷ آوریل سال ۲۰۰۳ ناحیه نورآباد نامیده شد.

## جغرافیا
ناحیه نورآباد در وادی رشت جای دارد. در شمال با ناحیه رشت، در غرب  با ناحیه وحدت و ناحیه راغون، در شرق با ناحیه طویل‌دره و در جنوب با ناحیه بلجوان از ناحیه‌های ولایت ختلان هم‌مرز است.
پهناوری ناحیه نورآباد ۷۱۲۷٬۸ کم² است. در مرکز ناحیه نورآباد رودهای سرخاب و خنگاب یکجا شده رود وخش را پدید می‌آورند، که به رود پنج می‌ریزد.

## مردم
این ناحیه در سال ۲۰۰۸ میلای دارای ۵۴٫۳۶۳ نفر جمعیت بوده که مذهب آن‌ها حنفی است و به زبان فارسی تاجیکی سخن می‌گویند.

## حکومت
سرور ناحیهٔ نورآباد، رئیس حکومت آن است که توسط رئیس جمهور تاجیکستان برگزیده می‌شود، نهاد قانونگذاری ناحیهٔ نورآباد، مجلس نمایندگان خلق می‌باشد که توسط رأی‌دهندگان این ناحیه برای ۵ سال انتخاب می‌شوند.

## تقسیمات
جماعت‌های (دهستان‌های) این ناحیه به شرح زیر است:
| بخش‌های ناحیهٔ نورآباد |       |
| جماعت (بخش)          | جمعیت |
| موج حرف              |       |
| نورآباد              | ۱۲۴۸۶ |
| حکیمی                | ۱۰۱۶۳ |
| کامسامال‌آباد         | ۱۱۸۵۲ |
| سمسالیک              | ۶۳۰۷  |
| یخاک-یوست            | ۵۰۴۶  |
| نودانک               | ۷۴۳۸  |
| دربند                | ۱۰۷۱  |
| هومدان               |       |